# Cyathea decrescens
Cyathea decrescens là một loài thực vật có mạch trong họ Cyatheaceae. Loài này được Mett. mô tả khoa học đầu tiên năm 1868.